# Marcus Allbäck
Marcus Christian Allbäck (n. 5 iulie 1973, Göteborg, Suedia) este un fost fotbalist suedez, care juca pe postul de atacant și actual antrenor secund al echipei naționale de fotbal a Suediei.

## Palmares
FC Copenhaga
- Superliga Daneză: 2005–06, 2006–07

Örgryte IS
- Svenska Cupen: 2000

## Goluri internaționale
| #   | Data              | Stadion                         | Adversar          | Scor | Rezultat | Competiția                                             |
| --- | ----------------- | ------------------------------- | ----------------- | ---- | -------- | ------------------------------------------------------ |
| 1.  | 31 ianuarie 2000  | La Manga, La Manga              | Danemarca         | 1–0  | 1–0      | Campionatul Nordic 2000–01                             |
| 2.  | 28 martie 2001    | Stadionul Zimbru, Chișinău      | Republica Moldova | 0–1  | 0–2      | Campionatul Mondial de Fotbal 2002                     |
| 3.  | 28 martie 2001    | Stadionul Zimbru, Chișinău      | Republica Moldova | 0–2  | 0–2      | Calificările pentru Campionatul Mondial de Fotbal 2002 |
| 4.  | 2 iunie 2001      | Råsunda, Stockholm              | Slovacia          | 1–0  | 2–0      | Calificările pentru Campionatul Mondial de Fotbal 2002 |
| 5.  | 2 iunie 2001      | Råsunda, Stockholm              | Slovacia          | 2–0  | 2–0      | Calificările pentru Campionatul Mondial de Fotbal 2002 |
| 6.  | 6 iunie 2001      | Ullevi, Göteborg                | Republica Moldova | 5–0  | 6–0      | Calificările pentru Campionatul Mondial de Fotbal 2002 |
| 7.  | 15 august 2001    | Råsunda, Stockholm              | Africa de Sud     | 2–0  | 3–0      | Meci amical                                            |
| 8.  | 27 martie 2002    | Malmö Stadion, Malmö            | Elveția           | 1–0  | 1–1      | Meci amical                                            |
| 9.  | 25 mai 2002       | Stadionul Național, Tokyo       | Japonia           | 0–1  | 1–1      | Meci amical                                            |
| 10. | 16 October 2002   | Ullevi, Göteborg                | Portugalia        | 2–0  | 2–3      | Meci amical                                            |
| 11. | 20 November 2002  | Na Stínadlech, Teplice          | Cehia             | 3–3  | 3–3      | Meci amical                                            |
| 12. | 2 April 2003      | Népstadion, Budapesta           | Ungaria           | 0–1  | 1–2      | Preliminariile Campionatului European de Fotbal 2004   |
| 13. | 2 April 2003      | Népstadion, Budapesta           | Ungaria           | 1–2  | 1–2      | Preliminariile Campionatului European de Fotbal 2004   |
| 14. | 7 iunie 2003      | Stadio Serravalle, San Marino   | San Marino        | 0–2  | 0–6      | Preliminariile Campionatului European de Fotbal 2004   |
| 15. | 7 iunie 2003      | Stadio Serravalle, San Marino   | San Marino        | 0–6  | 0–6      | Preliminariile Campionatului European de Fotbal 2004   |
| 16. | 11 iunie 2003     | Råsunda, Stockholm              | Polonia           | 2–0  | 3–0      | Preliminariile Campionatului European de Fotbal 2004   |
| 17. | 28 mai 2004       | Ratina Stadion, Tampere         | Finlanda          | 1–2  | 1–3      | Meci amical                                            |
| 18. | 28 mai 2004       | Ratina Stadion, Tampere         | Finlanda          | 1–3  | 1–3      | Meci amical                                            |
| 19. | 5 iunie 2004      | Råsunda, Stockholm              | Polonia           | 3–0  | 3–1      | Meci amical                                            |
| 20. | 14 iunie 2004     | José Alvalade Stadium, Lisabona | Bulgaria          | 5–0  | 5–0      | Euro 2004                                              |
| 21. | 13 October 2004   | Laugardalsvöllur, Reykjavík     | Islanda           | 0–2  | 1–4      | Calificările pentru Campionatul Mondial de Fotbal 2006 |
| 22. | 17 November 2004  | Easter Road Stadium, Edinburgh  | Scoția            | 0–1  | 1–4      | Meci amical                                            |
| 23. | 17 November 2004  | Easter Road Stadium, Edinburgh  | Scoția            | 0–2  | 1–4      | Meci amical                                            |
| 24. | 20 iunie 2006     | RheinEnergieStadion, Köln       | Anglia            | 1–1  | 2–2      | Campionatul Mondial de Fotbal 2006                     |
| 25. | 6 septembrie 2006 | Ullevi, Göteborg                | Liechtenstein     | 1–0  | 3–1      | Preliminariile Campionatului European de Fotbal 2008   |
| 26. | 6 septembrie 2006 | Ullevi, Göteborg                | Liechtenstein     | 2–1  | 3–1      | Preliminariile Campionatului European de Fotbal 2008   |
| 27. | 7 October 2006    | Råsunda, Stockholm              | Spania            | 2–0  | 2–0      | Preliminariile Campionatului European de Fotbal 2008   |
| 28. | 6 iunie 2007      | Råsunda, Stockholm              | Islanda           | 1–0  | 5–0      | Preliminariile Campionatului European de Fotbal 2008   |
| 29. | 6 iunie 2007      | Råsunda, Stockholm              | Islanda           | 5–0  | 5–0      | Preliminariile Campionatului European de Fotbal 2008   |
| 30. | 21 November 2007  | Råsunda, Stockholm              | Letonia           | 1–0  | 2–1      | Preliminariile Campionatului European de Fotbal 2008   |

## Statistici carieră
|               |                 |                | Campionat | Campionat | Cupă            | Cupă            | Cupa Ligii | Cupa Ligii | Continental | Continental | Total   | Total  |
| Sezon         | Club            | Campionat      | Meciuri   | Goluri    | Meciuri         | Goluri          | Meciuri    | Goluri     | Meciuri     | Goluri      | Meciuri | Goluri |
| Suedia        | Suedia          | Suedia         | Campionat | Campionat | Svenska Cupen   | Svenska Cupen   | Cupa Ligii | Cupa Ligii | Europa      | Europa      | Total   | Total  |
| ------------- | --------------- | -------------- | --------- | --------- | --------------- | --------------- | ---------- | ---------- | ----------- | ----------- | ------- | ------ |
| 1992          | Örgryte IS      | Superettan     | 24        | 10        |                 |                 |            |            |             |             |         |        |
| 1993          | Örgryte IS      | Allsvenskan    | 20        | 4         |                 |                 |            |            |             |             |         |        |
| 1994          | Örgryte IS      | Superettan     | 25        | 19        |                 |                 |            |            |             |             |         |        |
| 1995          | Örgryte IS      | Allsvenskan    | 22        | 4         |                 |                 |            |            |             |             |         |        |
| 1996          | Örgryte IS      | Allsvenskan    | 24        | 8         |                 |                 |            |            |             |             |         |        |
| 1997          | Örgryte IS      | Allsvenskan    | 24        | 9         |                 |                 |            |            |             |             |         |        |
| Danemarca     | Danemarca       | Danemarca      | Campionat | Campionat | Cupa Danemarcei | Cupa Danemarcei | Cupa Ligii | Cupa Ligii | Europa      | Europa      | Total   | Total  |
| 1997–98       | Lyngby Boldklub | Superliga      | 4         | 1         |                 |                 |            |            |             |             |         |        |
| Italia        | Italia          | Italia         | Campionat | Campionat | Coppa Italia    | Coppa Italia    | Cupa Ligii | Cupa Ligii | Europa      | Europa      | Total   | Total  |
| 1997–98       | Bari            | Serie A        | 16        | 0         |                 |                 |            |            |             |             |         |        |
| Suedia        | Suedia          | Suedia         | Campionat | Campionat | Svenska Cupen   | Svenska Cupen   | Cupa Ligii | Cupa Ligii | Europa      | Europa      | Total   | Total  |
| 1998          | Örgryte IS      | Allsvenskan    | 12        | 3         |                 |                 |            |            |             |             |         |        |
| 1999          | Örgryte IS      | Allsvenskan    | 26        | 15        |                 |                 |            |            |             |             |         |        |
| 2000          | Örgryte IS      | Allsvenskan    | 26        | 16        |                 |                 |            |            |             |             |         |        |
| Olanda        | Olanda          | Olanda         | Campionat | Campionat | KNVB Cup        | KNVB Cup        | Cupa Ligii | Cupa Ligii | Europa      | Europa      | Total   | Total  |
| 2000–01       | Heerenveen      | Eredivisie     | 16        | 10        |                 |                 |            |            |             |             |         |        |
| 2001–02       | Heerenveen      | Eredivisie     | 32        | 15        |                 |                 |            |            |             |             |         |        |
| Anglia        | Anglia          | Anglia         | Campionat | Campionat | FA Cup          | FA Cup          | Cupa Ligii | Cupa Ligii | Europa      | Europa      | Total   | Total  |
| 2002–03       | Aston Villa     | Premier League | 20        | 5         |                 |                 |            |            |             |             |         |        |
| 2003–04       | Aston Villa     | Premier League | 15        | 1         |                 |                 |            |            |             |             |         |        |
| 2004–05       | Aston Villa     | Premier League | 0         | 0         |                 |                 |            |            |             |             |         |        |
| Germania      | Germania        | Germania       | Campionat | Campionat | DFB-Pokal       | DFB-Pokal       | Altele     | Altele     | Europa      | Europa      | Total   | Total  |
| 2004–05       | Hansa Rostock   | Bundesliga     | 23        | 4         | 3               | 0               |            |            |             |             |         |        |
| Danemarca     | Danemarca       | Danemarca      | Campionat | Campionat | Cupa Danemarcei | Cupa Danemarcei | Cupa Ligii | Cupa Ligii | Europa      | Europa      | Total   | Total  |
| 2005–06       | Copenhagen      | Superliga      | 30        | 15        |                 |                 |            |            |             |             |         |        |
| 2006–07       | Copenhagen      | Superliga      | 26        | 11        |                 |                 |            |            |             | 3           |         |        |
| 2007–08       | Copenhagen      | Superliga      | 29        | 8         |                 |                 |            |            |             |             |         |        |
| Suedia        | Suedia          | Suedia         | Campionat | Campionat | Svenska Cupen   | Svenska Cupen   | Cupa Ligii | Cupa Ligii | Europa      | Europa      | Total   | Total  |
| 2008          | Örgryte IS      | Superettan     | 12        | 5         |                 |                 |            |            |             |             |         |        |
| 2009          | Örgryte IS      | Allsvenskan    | 18        | 3         |                 |                 |            |            |             |             |         |        |
| 2011          | Örgryte IS      | Superettan     | 1         | 0         |                 |                 |            |            |             |             |         |        |
| Total         | Suedia          | Suedia         | 203       | 88        |                 |                 |            |            |             |             |         |        |
| Total         | Danemarca       | Danemarca      | 89        | 35        |                 |                 |            |            |             |             |         |        |
| Total         | Italia          | Italia         | 16        | 0         |                 |                 |            |            |             |             |         |        |
| Total         | Olanda          | Olanda         | 48        | 25        |                 |                 |            |            |             |             |         |        |
| Total         | Anglia          | Anglia         | 35        | 6         |                 |                 |            |            |             |             |         |        |
| Total         | Germania        | Germania       | 23        | 4         |                 |                 |            |            |             |             |         |        |
| Total carieră | Total carieră   | Total carieră  | 414       | 158       |                 |                 |            |            |             |             |         |        |